# Joseph Auguste Marie Petit
Pour les articles homonymes, voir Petit.
Joseph Auguste Marie Petit est un homme politique français né le 4 mai 1786 à Paris et décédé le 30 mars 1852 à Paris.
Opposant libéral sous la Restauration, il est vice-président du tribunal civil de la Seine en 1830. Propriétaire du château de Lamotte-Beuvron, il est député de Loir-et-Cher de 1831 à 1834, siégeant dans la majorité soutenant la Monarchie de Juillet. Il est conseiller à la cour d'appel de Paris en 1834.

## Sources
- « Joseph Auguste Marie Petit », dans Adolphe Robert et Gaston Cougny, Dictionnaire des parlementaires français, Edgar Bourloton, 1889-1891 [détail de l’édition]